# Atletiek op de Olympische Zomerspelen 2020 – 200 meter vrouwen
De 200 meter voor vrouwen  op de Olympische Zomerspelen 2020 vond plaats op maandag 2 en dinsdag 3 augustus 2021 in het Olympisch Stadion van Tokio. Titelverdedigster Elaine Thompson uit Jamaica wist haar Olympische titel overtuigend te verdedigen en won voor Christine Mboma uit Namibië en Gabrielle Thomas uit de Verenigde Staten. 

## Records
Voorafgaand aan het toernooi waren dit het wereldrecord en het olympisch record.
| Wereldrecord     | Florence Griffith Joyner | 21,34 | Seoul | 29 september 1988 |
| Olympisch record | Florence Griffith Joyner | 21,34 | Seoul | 29 september 1988 |

## Resultaten

### Series
De eerste drie van elke series plaatsen zich direct (Q) en van de overige atleten zijn de drie tijdsnelsten geplaatst (q). 

#### Serie 1
| Rang | Baan | Atlete                  | Land | Reactie        | Tijd  | Bijz. |
| ---- | ---- | ----------------------- | ---- | -------------- | ----- | ----- |
| 1    | 6    | Marie-Josee Ta Lou      | CIV  | 0,170          | 22,30 | Q     |
| 2    | 3    | Shaunae Miller-Uibo     | BAH  | 0,137          | 22,40 | Q     |
| 3    | 7    | Nzubechi Grace Nwokocha | NGR  | 0,156          | 22,47 | Q, PB |
| 4    | 4    | Gloria Hooper           | ITA  | 0,191          | 23,16 | q, SB |
| 5    | 2    | Ana Carolina Azevedo    | BRA  | 0,192          | 23,20 | SB    |
| 6    | 5    | Olga Safronova          | KAZ  | 0,162          | 23,64 |       |
|      |      |                         |      | Wind: +0,3 m/s |       |       |

#### Serie 2
| Rang | Baan | Atlete                       | Land | Reactie        | Tijd  | Bijz. |
| ---- | ---- | ---------------------------- | ---- | -------------- | ----- | ----- |
| 1    | 6    | Shelly-Ann Fraser-Pryce      | JAM  | 0,140          | 22,22 | Q     |
| 2    | 3    | Beatrice Masilingi           | NAM  | 0,185          | 22,63 | Q, NR |
| 3    | 2    | Dafne Schippers              | NED  | 0,151          | 23,13 | Q     |
| 4    | 8    | Lisa Marie Kwayie            | GER  | 0,169          | 23,14 | q     |
| 5    | 7    | Rafaéla Spanoudaki-Hatziriga | GRE  | 0,131          | 23,16 | q     |
| 6    | 4    | Lucia Moris                  | SSD  | 0,149          | 25,24 |       |
| 7    | 5    | Najma Parveen                | PAK  | 0,173          | 28,12 | SB    |
|      |      |                              |      | Wind: +0,4 m/s |       |       |

#### Serie 3
| Rang | Baan | Atlete            | Land | Reactie        | Tijd  | Bijz.  |
| ---- | ---- | ----------------- | ---- | -------------- | ----- | ------ |
| 1    | 8    | Mujinga Kambundji | SUI  | 0,129          | 22,26 | Q, =NR |
| 2    | 5    | Anavia Battle     | USA  | 0,129          | 22,54 | Q      |
| 3    | 4    | Gemima Joseph     | FRA  | 0,153          | 22,94 | Q      |
| 4    | 7    | Jaël Bestué       | ESP  | 0,171          | 23,19 | PB     |
| 5    | 6    | Inna Eftimova     | BUL  | 0,141          | 23,42 |        |
|      |      |                   |      | Wind: -0,2 m/s |       |        |

#### Serie 4
| Rang | Baan | Atlete                  | Land | Reactie        | Tijd  | Bijz. |
| ---- | ---- | ----------------------- | ---- | -------------- | ----- | ----- |
| 1    | 3    | Christine Mboma         | NAM  | 0,275          | 22,11 | Q, NR |
| 2    | 2    | Gabrielle Thomas        | USA  | 0,172          | 22,20 | Q     |
| 3    | 5    | Aminatou Seyni          | NIG  | 0,144          | 22,72 | Q, SB |
| 4    | 8    | Roda Njobvu             | ZAM  | 0,145          | 23,33 |       |
| 5    | 6    | Jessica-Bianca Wessolly | GER  | 0,176          | 23,41 |       |
| 6    | 4    | Vitória Cristina Rosa   | BRA  | 0,187          | 23,59 |       |
| 7    | 7    | Dutee Chand             | IND  | 0,140          | 23,85 | SB    |
|      |      |                         |      | Wind: +0,7 m/s |       |       |

#### Serie 5
| Rang | Baan | Atlete                  | Land | Reactie        | Tijd           | Bijz.  |
| ---- | ---- | ----------------------- | ---- | -------------- | -------------- | ------ |
| 1    | 4    | Anthonique Strachan     | BAH  | 0,155          | 22,76          | Q, =SB |
| 2    | 6    | Lorene Bazolo           | POR  | 0,130          | 23,21          | Q      |
| 3    | 7    | Dalia Kaddari           | ITA  | 0,144          | 23,26 (23,251) | Q      |
| 4    | 2    | Shericka Jackson        | JAM  | 0,167          | 23,26 (23,255) |        |
| 5    | 3    | Ivet Lalova-Collio      | BUL  | 0,158          | 23,39          | SB     |
| 6    | 5    | Veronica Shanti Pereira | SGP  | 0,164          | 23,96          | SB     |
|      |      |                         |      | Wind: -0,3 m/s |                |        |

#### Serie 6
| Rang | Baan | Atlete                | Land | Reactie        | Tijd  | Bijz.  |
| ---- | ---- | --------------------- | ---- | -------------- | ----- | ------ |
| 1    | 6    | Crystal Emmanuel      | CAN  | 0,157          | 22,74 | Q, SB  |
| 2    | 8    | Beth Dobbin           | GBR  | 0,136          | 22,78 | Q, =SB |
| 3    | 5    | Elaine Thompson Herah | JAM  | 0,165          | 22,86 | Q      |
| 4    | 4    | Imke Vervaet          | BEL  | 0,138          | 23,05 | q, PB  |
| 5    | 7    | Phil Healy            | IRL  | 0,140          | 23,21 | SB     |
|      |      |                       |      | Wind: +0,4 m/s |       |        |

#### Serie 7
| Rang | Baan | Atlete               | Land | Reactie        | Tijd  | Bijz. |
| ---- | ---- | -------------------- | ---- | -------------- | ----- | ----- |
| 1    | 2    | Jenna Prandini       | USA  | 0,163          | 22,56 | Q     |
| 2    | 6    | Gina Bass            | GAM  | 0,158          | 22,74 | Q     |
| 3    | 7    | Riley Day            | AUS  | 0,155          | 22,94 | Q     |
| 4    | 5    | Maja Mihalinec Zidar | SLO  | 0,145          | 23,62 | SB    |
| 5    | 4    | Kristina Marie Knott | PHI  | 0,133          | 23,80 |       |
|      | 8    | Jamile Samuel        | NED  |                |       | DNS   |
|      |      |                      |      | Wind: +0,9 m/s |       |       |

### Halve finales
De beste twee atleten van elke serie plaatsen zich direct (Q) en daarnaast zijn de twee tijdsnelsten geplaatst (q).

#### Halve finale 1
| Rang | Baan | Atlete                  | Land | Reactie       | Tijd  | Bijz.     |
| ---- | ---- | ----------------------- | ---- | ------------- | ----- | --------- |
| 1    | 6    | Shelly-Ann Fraser-Pryce | JAM  | 0,143         | 22,13 | Q         |
| 2    | 4    | Beatrice Masilingi      | NAM  | 0,181         | 22,40 | Q, PB     |
| 3    | 5    | Anthonique Strachan     | BAH  | 0,153         | 22,56 | (,551) SB |
| 4    | 9    | Riley Day               | AUS  | 0,147         | 22,56 | (,557) PB |
| 5    | 7    | Jenna Prandini          | USA  | 0,142         | 22,57 |           |
| 6    | 2    | Dafne Schippers         | NED  | 0,151         | 23,03 |           |
| 7    | 8    | Lorene Bazolo           | POR  | 0,138         | 23,20 |           |
| 8    | 3    | Lisa Marie Kwayie       | GER  | 0,169         | 23,42 |           |
|      |      |                         |      | Wind: +0,3m/s |       |           |

#### Halve finale 2
| Rang | Baan | Atlete                       | Land | Reactie       | Tijd  | Bijz.    |
| ---- | ---- | ---------------------------- | ---- | ------------- | ----- | -------- |
| 1    | 9    | Elaine Thompson-Herah        | JAM  | 0,165         | 21,66 | Q, =PB   |
| 2    | 4    | Christine Mboma              | NAM  | 0,168         | 21,97 | Q, WU20R |
| 3    | 6    | Gabrielle Thomas             | USA  | 0,144         | 22,01 | q        |
| 4    | 5    | Gina Bass                    | GAM  | 0,117         | 22,67 |          |
| 5    | 8    | Beth Dobbin                  | GBR  | 0,145         | 22,85 |          |
| 6    | 7    | Crystal Emmanuel             | CAN  | 0,166         | 23,05 |          |
| 7    | 2    | Gemima Joseph                | FRA  | 0,168         | 23,19 |          |
| 8    | 1    | Gloria Hooper                | ITA  | 0,197         | 23,28 |          |
| 9    | 3    | Rafaéla Spanoudaki-Hatziriga | GRE  | 0,117         | 23,38 |          |
|      |      |                              |      | Wind: +0,3m/s |       |          |

#### Halve finale 3
| Rang | Baan | Atlete                  | Land | Reactie        | Tijd  | Bijz.  |
| ---- | ---- | ----------------------- | ---- | -------------- | ----- | ------ |
| 1    | 6    | Marie-Josee Ta Lou      | CIV  | 0,178          | 22,11 | Q, SB  |
| 2    | 5    | Shaunae Miller-Uibo     | BAH  | 0,154          | 22,14 | Q      |
| 3    | 7    | Mujinga Kambundji       | SUI  | 0,139          | 22,26 | q, =NR |
| 4    | 9    | Nzubechi Grace Nwokocha | NGR  | 0,172          | 22,47 | =PB    |
| 5    | 8    | Aminatou Seyni          | NIG  | 0,156          | 22,54 | NR     |
| 6    | 4    | Anavia Battle           | USA  | 0,167          | 23,02 |        |
| 7    | 2    | Imke Vervaet            | BEL  | 0,139          | 23,31 |        |
| 8    | 3    | Dalia Kaddari           | ITA  | 0,134          | 23,41 |        |
|      |      |                         |      | Wind: +0,1 m/s |       |        |

### Finale
| Rang   | Baan | Atlete                  | Land | Reactie       | Tijd  | Bijz.     |
| ------ | ---- | ----------------------- | ---- | ------------- | ----- | --------- |
| Goud   | 7    | Elaine Thompson-Herah   | JAM  | 0,173         | 21,53 | NR        |
| Zilver | 5    | Christine Mboma         | NAM  | 0,169         | 21,81 | WU20R, AR |
| Brons  | 3    | Gabrielle Thomas        | USA  | 0,159         | 21,87 |           |
| 4      | 4    | Shelly-Ann Fraser-Pryce | JAM  | 0,141         | 21,94 |           |
| 5      | 6    | Marie-Josee Ta Lou      | CIV  | 0,150         | 22,27 |           |
| 6      | 8    | Beatrice Masilingi      | NAM  | 0,166         | 22,28 | PB        |
| 7      | 2    | Mujinga Kambundji       | SUI  | 0,147         | 22,30 |           |
| 8      | 9    | Shaunae Miller-Uibo     | BAH  | 0,145         | 24,00 |           |
|        |      |                         |      | Wind: +0,8m/s |       |           |

1948: Fanny Blankers-Koen ·
1952: Marjorie Jackson ·
1956: Betty Cuthbert ·
1960: Wilma Rudolph ·
1964: Edith McGuire ·
1968: Irena Szewińska ·
1972: Renate Stecher ·
1976: Bärbel Eckert ·
1980: Bärbel Wöckel ·
1984: Valerie Brisco-Hooks ·
1988: Florence Griffith-Joyner ·
1992: Gwen Torrence ·
1996: Marie-José Pérec ·
2000: Pauline Davis-Thompson ·
2004: Veronica Campbell ·
2008: Veronica Campbell ·
2012: Allyson Felix ·
2016: Elaine Thompson ·
2020: Elaine Thompson ·
2024: Gabrielle Thomas